# Ammophila hevans
Ammophila hevans es una especie de avispa del género Ammophila, familia Sphecidae.

## Taxonomía
Fue descrito por primera vez en 2004 por Menke.